# Pust
Pust, ponegdje i filc (njem. Filz), je netkana plošna tekstilija od vune ili finih dlaka zeca, angorskoga kunića ili deve, kojoj se cjelovitost postiže zamršivanjem vlakana. Od vlakana se najprije oblikuje koprena (runasto tkivo); snažnom (intenzivnom) mehaničkom obradom (pokretanje, gnječenje, valjanje) na povišenoj temperaturi u vlažnoj i alkalnoj sredini vunena se vlakna zbog svoje ljuskave površine zamrse i povežu u cjelovit plošni proizvod. Vuni se mogu dodati i jeftinija pamučna, viskozna i umjetna vlakna do 50%-tnog udjela. 
Pust je cijenjen materijal za izradu šešira i različitih dekoracijskih proizvoda, dijelova tradicijske odjeće i drugog. Jednako kao i pri izradi pusta, do pustenja vunenih proizvoda (odjeće) može doći tijekom njihova pranja, što je nepoželjna pojava jer se odjevni predmet pritom zgusne, smanji i izobliči gotovo do neupotrebljivosti. Što je vuna finija, to je sklonost pustenju veća. Zbog toga se vuneni proizvodi koji nisu posebno obrađeni pri održavanju i njezi ne peru u perilicama.

## Industrijski pust
Tehnikom iglanja runastih tkiva od umjetnih vlakana koja nemaju ljuskavu površinu proizvodi se znatno jeftiniji iglani pust, pri čem se vlakna iz usporednih slojeva koprena poprečno povezuju mehaničkim zamršivanjem, do kojega dolazi ubadanjem igala. Iglani se pust pretežito koristi kao tehnički tekstil (na primjer izolacijski materijal u građevinarstvu, podložni materijal za strojeve i strojne dijelove u industriji i slično), pa se izrađuje od različitih vrsta vlakana, uključujući i ona dobivena od otpadnoga tekstila.

## Vanjske poveznice
|  | Zajednički poslužitelj ima još gradiva o temi Pust |